# Armorial des familles du Velay
L'Armorial des familles du Velay présente les armoiries des familles du Velay, nobles ou non, classées par ordre alphabétique, sans tenir compte de la chronologie.

## Familles du Velay
- Haut – A
- B
- C
- D
- E
- F
- G
- H
- I
- J
- K
- L
- M
- N
- O
- P
- Q
- R
- S
- T
- U
- V
- W
- X
- Y
- Z

### A
| Blason              | Nom de la famille, blasonnement et devise | Origine  |
| ------------------- | --- | -------- |
|                     | Agrain D'azur, au chef d'or. | Velay    |
|                     | Agulhac de Soulages De gueules, à deux épées hautes d'argent, posées en sautoir ; au chef cousu d'azur, chargé de trois étoiles d'or. Alias d'azur, à deux croissants entrelacés d'or et sommés d'une étoile de même.                                                                       | Gévaudan |
|                     | Alègre De gueules, semé de fleurs de lys d'or. | Auvergne |
|                     | Allard-Vendôme D'or, au chevron de sable, accompagné en chef de trois étoiles d'azur et en pointe d'un croissant de gueules., Alias d'azur, au chevron d'or, accompagné de trois étoiles en chef, et d'un croissant en pointe, le tout d'or.                                                | Vivarais |
|                     | Allemand de Barbaste De gueules, semé de fleurs de lys d'or ; à la bande d'argent brochante. | Forez    |
|                     | Allier de La Fressange D'azur, à l'aigle éployée d'argent. | Velay    |
| d'Alzon             | Alzon de Montrevel De gueules, fretté d'or, semé de fleurs de lys de même, dans les claires-voies. | Velay    |
|                     | Apchier D'or, au château sommé de trois tours de gueules, maçonné de sable, à deux guidons posés en pal d'azur, ou de gueules, mis aux deux côtés de la tour du milieu, celle-ci plus élevée que les deux autres. - Devise : « Deo juvante » – cri de guerre : « d'Apchier ! Notre-Dame ! » | Gévaudan |
| des Arcis de Bonnet | Arcis des Feuilles Parti : au 1 palé d'or et d'azur de six pièces ; au 2 d'or, au pin de sinople ; au chef de gueules, chargé de trois étoiles d'or. | Vivarais |
| d'Arlempde          | Arlempde D'argent, à dix mouchetures d'hermine de sable, 4, 3, 2 et 1. | Vivarais |
| d'Aurier            | Aurier de Piessac D'azur, au chevron d'or, accompagné de trois besants de même, deux en chef et un en pointe ; au chef d'argent, chargé de deux branches de laurier de sinople, passées en sautoir.                                                                                         | Velay    |

### B
| Blason                             | Nom de la famille, blasonnement et devise | Origine       |
| ---------------------------------- | --- | ------------- |
|                                    | Baffie D'or, à trois molettes de sable. | Livradois     |
|                                    | Baillard des Combeaux D'or, à trois palmes de sinople, réunies en pointe par le bas des tiges. | Velay         |
|                                    | Bayle de La Bâtie D'azur, à l'aigle éployée d'argent à deux têtes, accompagnée de trois étoiles de même, rangées en chef. | Velay         |
|                                    | Bayle de Chantemule D'azur, au lévrier courant d'argent. | Dauphiné      |
|                                    | Bayle de Martinas D'azur, à la bande d'or, accompagnée de deux croissants d'argent ; un en chef, et un en pointe. | Velay         |
|                                    | Bayle de La Motte-Brion De gueules, à l'aigle éployée, à deux têtes d'or, chargée sur l'estomac de deux lévriers rampants, affrontés d'azur et colletés d'argent. Alias de gueules à l'aigle éployée d'or à deux têtes. | Vivarais      |
| écartelé en sautoir argent gueules | Beaune de Jonchères Écartelé en sautoir, d'argent et de gueules. | Vivarais      |
|                                    | Beauvoir de Grimoard du Roure Écartelé : aux 1 et 4, d'or, au lion de gueules (qui est Beauvoir) ; aux 2 et 3, de gueules, au chef émanché d'or, de [quatre] pièces (qui est Grimoard) ; sur le tout, d'azur, au chêne d'or, à trois racines et quatre branches passées en sautoir de même (qui est du Roure). - Devise : « A vetustate robur » | Dauphiné      |
| de Bellidentis de Bains            | Bellidentis des Pradels D'argent, à un chêne de sinople, posé sur une terrasse de même, et soutenu par deux levriers affrontés de gueules ; au chef de même, chargé de trois étoiles d'or. | Vivarais      |
| Benoit de Jolivet                  | Benoît de Bethe D'azur, à trois pals d'or ; au chef d'argent, chargé de trois merlettes de sable. | Vivarais      |
|                                    | Belvezet de Jalavoux De gueules, au lion d'or. | Rouergue      |
| de Berard de Montalet              | Bérard de Montalet-Alais De gueules, alias d'azur, au demi-vol d'argent. | Languedoc     |
| de Bermond d'Anduze                | Bermond d'Anduze De gueules, à trois étoiles d'or, 2 et 1. | Languedoc     |
| Bernard de Talode                  | Bernard de Ceyssac D'azur, à la bande d'argent, chargée d'un lion de gueules. Alias à trois têtes de lion arrachées d'or. | Velay         |
| de Bernard de Jalavoux             | Bernard de Vertaure D'argent, à l'écureuil rampant de gueules ; au chef d'azur, chargé d'un huchet d'or, lié d'argent. | Velay         |
| Bertrand de Doue                   | Bertrand des Brus D'azur, au héron d'argent, sommé de deux flambeaux d'or, allumés de gueules, mis en sautoir. | Velay         |
|                                    | Bertrand d'Ours D'azur, à trois flambeaux d'argent, allumés de gueules, mis en pal, 2 et 1. | Velay         |
| Besson du Bouchet                  | Besson du Bouchet Gironné d'or et de sinople de huit pièces. | Velay         |
| Besson de La Rochette              | Besson de La Rochette D'azur, à la fasce d'or, accompagnée en chef d'un croissant d'argent, et en pointe, d'un mont de même. Alias au rocher d'or, baigné d'une mer d'argent, et surmonté d'un croissant de même. | Velay         |
|                                    | Blanc de Molines D'azur, au soleil d'or, cantonné de quatre roses d'argent. | Vivarais      |
| Leblanc de Pelissac                | Le Blanc de Pélissac D'azur, à la colombe d'argent, soutenue d'un croissant de même. | Velay         |
| Blau de Gibertes                   | Blau de Gibertès de Vissac D'azur, à la fasce d'argent. - Devise : « Pramiœ martis » | Gévaudan      |
| Bouchard d'Aubeterre               | Bouchard d'Aubeterre D'argent, à trois fasces ondées d'azur, au chef de sinople chargé d'un lion léopardé d'or. | Saintonge     |
|                                    | Boucharenc de Chaumeils D'azur, au chevron d'or, sommé d'un croissant d'argent. Alias à trois bourdons de pèlerin, 2 et 1. | Gévaudan      |
| de Bourbon                         | Bourbon D'azur, à trois fleurs de lys d'or, 2 et 1, à la cotice de gueules brochant sur le tout. Alias à la bande de gueules brisée en chef d'un quartier d'or, au dauphin d'azur. | Bourbonnais   |
|                                    | Boutaud du Pinet D'azur, au chevron d'or, accompagné de trois roses de même. | Auvergne      |
|                                    | Bragelongne De gueules, à la fasce d'argent, chargée d'une coquille de sable, et accompagnée de trois molettes d'éperon d'or. | Île-de-France |
|                                    | Bravards d'Eyssat de Ribes Écartelé : aux 1 et 4, d'azur au chevron d'or, accompagné de trois billettes du même (qui est Bravards) ; aux 2 et 3, d'or à la fasce de sable, accompagnée de trois trèfles de sinople (qui est du Prat). | Auvergne      |
|                                    | Brenas ou Blanchot de Brenas D'argent, au lion de sable, armé et lampassé de gueules. Alias d'azur, à la redorte ailée ou caducée, d'or. | Velay         |
| de Bronac                          | Bronac De gueules, au griffon d'or. | Velay         |
| de Brueys                          | Brueys D'or, au lion de gueules, langué et onglé de sable ; à la cotice d'azur, bordée d'argent, brochante sur le tout, embrassée des deux pattes de devant du lion. | Languedoc     |
| Brun de Lanthenas                  | Brun de Lanthenas D'argent, au chevron d'azur, accompagné de trois hures de sanglier de sable. Alias de gueules, au cœur d'or, accompagné de trois croissants de même. | Velay         |

### C
| Blason                               | Nom de la famille, blasonnement et devise | Origine   |
| ------------------------------------ | --- | --------- |
| Caillebot de La Salle                | Caillebot de La Salle D'or, à six annelets de gueules, 3, 2 et 1. | Normandie |
| Calemard de Lafayette                | Calemard de La Fayette D'or, à trois pommes de pin de sinople. Alias écartelé ; aux 2 et 3 d'azur au chevron d'or accompagné de trois croissants d'argent, celui en pointe surmonté d'une étoile du même. - Devise : « Ad stellam crescendo luceat »                                                                                         | Aragon    |
| de Cambaceres                        | Cambacérès D'or, au chevron de gueules, accompagné de trois roses de même. | Languedoc |
|                                      | Capponi Tranché de [sable et d'argent]. - Devise : « Post tenebras lux » | Toscane   |
|                                      | Cayres d'Agrain D'azur, à trois colombes essorantes d'argent, tenant chacune en son bec, un rameau d'olivier de sinople. | Velay     |
|                                      | Cénaret D'azur, au mouton d'argent, accolé et clariné de gueules. - Devise : « Pramiœ martis » | Gévaudan  |
|                                      | Cénat de l'Herm D'azur, à la bande d'or. | Velay     |
|                                      | Cénat de Flossac et Mercuret Parti : au 1, d'or, à la bande de gueules, au 2, d'azur, à la fasce d'argent, accompagnée en chef d'une fleur de lys, et en pointe d'une étoile ; le tout d'argent. | Velay     |
|                                      | Chabrier d'Orvy D'or, à la bande d'azur, chargée d'un lionceau d'or ; écartelé de même, à un lion de gueules. | Velay     |
|                                      | Chalabrueysse de Galimard de Burzet D'argent, au chevron de gueules, chargé de trois fleurs de lys d'or ; parti, d'azur au lion d'or, couronné de même, armé et lampassé de gueules. | Vivarais  |
|                                      | Chalencon Écartelé d'or et de gueules ; à la bordure de sable, chargée de [huit] fleurs de lys d'or., Alias la bordure d'azur. | Velay     |
|                                      | Chalencon-Rochebaron Écartelé, aux 1 et 4 [d'or et] de gueules, à la bordure de sable, chargée de [huit] fleurs de lys d'or, rangées en orle (qui est de Chalencon) ; aux 2 et 3, de gueules, au chef échiqueté d'argent et d'azur (qui est Rochebaron).,                                                                                    | Velay     |
|                                      | Chalendar de Cornillon De sinople, au lévrier passant d'argent, surmonté d'un lambel d'or à trois pendants, et accompagné en pointe d'un croissant de même ; au chef cousu d'azur, chargé de trois étoiles d'or. | Vivarais  |
|                                      | Chambarlhac D'azur, au chevron d'or, accompagné de trois colombes d'argent, becquées et membrées de gueules. | Vivarais  |
| de Chambaud                          | Chambaud D'azur, au lion d'or ; au chef d'argent, chargé de trois hermines de sable. | Vivarais  |
|                                      | Chambon de Monistrol D'azur, à la tour d'argent, maçonnée de sable. | Velay     |
| du Chambon                           | Chambon du Pin D'azur, au lion d'or ; écartelé, d'azur, à cinq épis d'or mis en pal. | Velay     |
| de Chanaleilles de Jalavoux          | Chanaleilles de Jalavoux D'or, à trois lévriers de sable, courant l'un sur l'autre, colletés de gueules. Alias trois lévriers colletés d'argent. - Devise : « Fideliter et alacriter » – cri de guerre : « Cana neleis ! » | Vivarais  |
|                                      | Chapteuil-Bonneville D'azur, au lion rampant d'or, armé et lampassé de gueules ; au chef cousu de même, chargé de trois étoiles d'argent. | Velay     |
| de Charbonnel de Bets                | Charbonnel de Bets D'azur, au croissant d'argent, accompagné de trois molettes d'or, deux en chef et une en pointe. - Devise : « In corde decus et honor » | Vivarais  |
| de Chardon des Roys                  | Chardon des Roys D'or, au chevron de gueules, accompagné de trois chardons, tigés et feuillés de même. | Auvergne  |
| de Charpin-Feugerolles               | Charpin-Feugerolles Écartelé : aux 1 et 4 d'argent, à la croix ancrée de gueules ; au franc-canton d'azur, chargé d'une molette d'or (qui est Charpin), aux 2 et 3, tranché de [sable et d'argent] (qui est Capponi). | Forez     |
| de la Chassaigne de Sereys           | La Chassaigne de Sereys D'azur, au dauphin d'or posé en bande, accompagné de cinq étoiles de même, posées 2, 2 et 1 (qui est la Chassaigne) ; écartelé : d'or, à l'aigle éployée de sable, becquée et membrée de gueules ; à la bordure d'azur, chargée de dix fleurs de lys d'or (qui est Sereys).                                          | Auvergne  |
|                                      | Chastel de Costavol De gueules, à la tour d'argent, maçonnée de sable, et sommée d'un croissant d'argent. | Gévaudan  |
| de Chateauneuf-Randon                | Châteauneuf-Randon D'or, à trois pals d'azur ; au chef de gueules. Alias parti ; au 2, de gueules tranché d'argent (qui est de Tournel). - Devise : « Deo juvante » | Gévaudan  |
|                                      | Châteauneuf-Randon de Joyeuse-Saint-Didier Écartelé, aux 1 et 4, palé d'or et d'azur de six pièces ; au chef de gueules, chargé de trois hydres d'or ; aux 2 et 3, d'azur, au lion d'argent, à la bordure de gueules, chargée de huit fleurs de lys d'or rangées en orle.                                                                    | Vivarais  |
|                                      | Châteauneuf de Rochebonne D'azur, à trois tours d'argent, maçonnées de sable, 2 et 1. Alias de gueules, à trois tours donjonnées d'or. | Vivarais  |
| de Chaves de Chazelet                | Chave de Chazelet D'azur, à la bande d'or, chargée d'un listel vivré de sable, accompagnée de deux croissants d'or, un en chef et un en pointe. Alias à la bande engrêlée d'argent, accompagnée de deux croissants de même ; parti d'argent, à la fasce échiquetée de trois tires de même, accompagnée de deux léopards passants de gueules. | Velay     |
| de Chazaux                           | Chazaux ou Chazeaux De gueules à la bande d'or et une colombe d'argent passante au-dessus, surmontée de trois étoiles d'or., Alias de gueules au chat d'argent, au chef de même. | Velay     |
|                                      | Chazotte D'azur au chevron d'or, accompagné de trois étoiles d'argent. | Velay     |
| Chomel de Saint-Didier               | Chomel de Chazelles D'or, à la fasce d'azur, chargée de trois billettes d'argent. - Devise : « Ubique recte » | Vivarais  |
| de Clavieres                         | Clavières de Martinas De gueules, à la main d'argent, tenant deux faucons d'or, longés de sable. - Devise : « Ubique recte » | Vivarais  |
| de Clermont-Chaste de la Bretonnière | Clermont-Chaste De gueules, à deux clefs d'argent, posées en sautoir et sommées d'un croissant d'argent. Alias à une montagne éclairée d'un soleil. Alias à deux clefs d'argent passées en sautoir. | Dauphiné  |
| Combres de Bressolles                | Combres de Bressolles De sinople, au chevron d'or, accompagné de trois étoiles de même. | Auvergne  |
|                                      | Coubladour Parti : au 1 d'or, à une pomme en chef et un dauphin en pointe, au chef chargé de trois étoiles ; au 2, de gueules au lion rampant, au chef chargé de trois roses d'argent., Alias d'azur, à trois casques ou heaumes d'or, à la visière baissée.                                                                                 | Velay     |

### D
| Blason               | Nom de la famille, blasonnement et devise | Origine  |
| -------------------- | --- | -------- |
|                      | Damas D'or, à la croix ancrée de gueules. - Devise : « Et fortis et fidelis » | Forez    |
| Dauphin de Viennois  | Dauphin de Viennois D'or, au dauphin d'azur, lorré, peautré de gueules. | Dauphiné |
|                      | David du Fieu De gueules, à la harpe d'or. | Velay    |
|                      | Saint-Didier D'azur, au lion d'argent ; à la bordure cousue de gueules, chargée de huit fleurs de lys d'or. Alias le lion couronné d'or.                                                                                               | Velay    |
|                      | Dienne de Saint-Vidal D'azur, au chevron d'argent, accompagné de trois croissants d'or. - Cri primitif : « Chavagnac ! » | Auvergne |
| Dineyron du Mas      | Dineyron du Mas Parti de gueules à une branche de rosier de sinople, fleurie de trois roses d'argent ; au chef cousu d'azur, chargé de trois étoiles d'or ; au 2, d'azur, à la bande d'or, accostée en pointe d'un croissant d'argent. | Auvergne |
|                      | Dugas du Villard olim de Coignet Coupé, au 1 de gueules à deux épées en sautoir d'or, la pointe en haut ; au 2, d'azur à l'arbre (cognassier) arraché d'or. Alias au 1, à deux badelaires, hauts, d'or, mis en sautoir.                | Lyonnais |
| du Prat de Barbançon | Duprat de Ribes D'or à, la fasce de sable, accompagnée de trois trèfles de sinople, deux en chef et un en pointe. | Auvergne |

### E
| Blason               | Nom de la famille, blasonnement et devise | Origine  |
| -------------------- | --- | -------- |
| d'Escoffier d'Armand | Escoffier d'Armand De gueules, à l'épervier d'argent, becqué et armé de sinople, senestré d'une hache d'armes d'argent ; au chef cousu d'azur, chargé de trois étoiles d'argent. | Vivarais |
|                      | Espinchal des Ternes D'azur, au griffon d'or, accompagné de trois épis de blé de même, mis en pal, deux en chef et un en pointe.                                                 | Auvergne |
| Exbrayat de Pralas   | Exbrayat de Pralas de Rosières D'azur, à deux massues en sautoir, d'or ; au chef de même, chargé d'une tête de loup de sable.                                                    | Vivarais |
| Ayraud du Poux       | Eyraud du Poux D'argent, au chevron d'azur, accompagné de trois roses de gueules ; au chef d'azur.                                                                               | Velay    |

### F
| Blason                  | Nom de la famille, blasonnement et devise | Origine   |
| ----------------------- | --- | --------- |
| de Fages de Chazeaux    | Fages de Chazeaux D'or, à la montagne de trois coupeaux de gueules, surmontée d'une colombe d'argent tenant en son bec un rameau d'olivier de sinople ; au chef d'azur, chargé de trois fleurs de lys d'or. Alias d'or, ou d'argent, à la bande d'azur. | Périgord  |
|                         | Falcon de Longevialle D'azur, au faucon d'or. | Gévaudan  |
|                         | La Fare de Rochegude D'azur, à trois flambeaux d'or, allumés de gueules, posés en pal, 2 et 1. - Devise : « Lux nostris hostibus ignis » | Languedoc |
| Farnier                 | Farnier D'azur, à trois cygnes d'argent, 2 et 1. | Velay     |
|                         | Faugier de Lassagne De gueules, à la croix d'argent. | Velay     |
| Faure de Montregard     | Faure de Montregard D'azur, au sautoir d'argent. | Velay     |
|                         | du Faure de Satillieu D'azur, à la bande d'argent. Alias d'argent, à la bande d'azur, enfilée dans trois couronnes d'or. | Limousin  |
|                         | Fay de Chapteuil De gueules, à la bande d'or, chargée d'une fouine d'azur. | Velay     |
| de La Faye du Fieu      | La Faye du Fieu D'azur au sautoir d'argent, alias d'or, cantonné de quatre étoiles d'or. | Velay     |
|                         | Fayet de Vergezac D'or, à trois annelets d'azur. | Velay     |
| La Fayolle de Mars      | La Fayolle de Mars D'argent, au lion de gueules ; au chef d'azur, chargé de deux palmes au naturel, mises en sautoir, et liées de gueules. | Dauphiné  |
| de Fillere de Charrouil | Fillère de Charrouil ou Filaire D'or, à trois peupliers de sinople, posés sur un mont de sable. Alias trois peupliers de sinople rangés sur une terrasse de même.                                                                                       | Velay     |
|                         | Flaghac ou Flageac De sable, à la tour crénelée d'argent ; à la bordure de gueules. | Velay     |
| du Fornel               | du Fornel du Roure D'or, au cerf de gueules, nageant dans une rivière d'argent, mouvante de la pointe. | Velay     |
| Fraix de La Pomme       | Fraix de La Pomme D'argent, au sautoir de gueules ; au chef d'azur, chargé de trois étoiles d'or, mal ordonnées. | Velay     |
| Framond de La Framondie | Framond ou Faramond De gueules, au lion d'or, armé et lampassé de même ; au chef cousu d'azur, chargé de trois étoiles d'or. Alias parti ; au 1, bandé [d'argent et] de gueules de six pièces. - Devise : « Luceat omnibus »                            | Rouergue  |
| Fretat                  | Frétat de Boissieux D'azur, à deux roses d'or en chef et un croissant d'argent en pointe. | Auvergne  |
| Frevol d'Aubignac       | Frévol de La Coste De gueules, à deux lions affrontés, tenant une roue, et posés sur un mont de trois coupeaux ; le tout d'or. | Vivarais  |

### G
| Blason         | Nom de la famille, blasonnement et devise | Origine  |
| -------------- | --- | -------- |
|                | La Garde de Chambonas D'azur, au chef d'argent. | Gévaudan |
| Gay de Planhol | Gay de Planhol D'azur, au lion d'or, armé et lampassé de gueules, accompagné d'une étoile d'argent au 1er canton ; au chef cousu de gueules, chargé de trois étoiles d'argent. Alias à la divise d'argent chargée de trois étoiles de gueules. | Velay    |
| Giraud du Cros | Giraud du Cros D'azur, au chevron échiqueté d'or et de gueules, et accompagné en chef de deux étoiles d'or, et en pointe d'une coquille d'argent.                                                                                              | Velay    |
|                | Glavenas D'or, à l'aigle éployée de … Alias à l'aigle essorante de sable. | Velay    |
|                | de Gorce ou de La Gorce Coticé d'or et de gueules de dix pièces. Alias d'argent, à trois chevrons de gueules. | Velay    |
|                | Goys d'Arlempdes D'or, au chevron d'azur, chargé de trois fleurs de lys d'or. Alias chargé de trois losanges d'argent. | Vivarais |
|                | Grellet de La Deyte De sinople, au lion d'argent, armé, lampassé et couronné d'or, accompagné de sept grelots de même en orle. | Auvergne |
|                | Guillaumont Coupé : au 1, de gueules, au 2, d'azur, à la fasce d'argent, accompagnée en chef d'un lion issant d'or, et en pointe, d'un bouquet de trois plumes d'argent.                                                                       | Velay    |
|                | Guillon de La Chaux D'azur au sautoir d'or. - Devise : « Mihi non sum natus » | Velay    |
|                | Guitard de Saint-Privat D'azur, au bélier ou brebis d'argent. Alias | Velay    |

### H
| Blason                         | Nom de la famille, blasonnement et devise | Origine  |
| ------------------------------ | --- | -------- |
|                                | Saint-Haon de Ribains De gueules, à la bande d'or. | Velay    |
|                                | Hauterive ou Vals de Hauterive D'argent, à trois bandes de gueules. | Gévaudan |
|                                | Hedde D'argent, à un cep de vigne chargé de pampres de sinople, grappé de gueules, s'enroulant sur un échalas de sable. | Velay    |
| d'Herail de Pierrefort-La Roue | Hérail de Pierrefort-La Roue Écartelé : aux 1 et 4, d'azur, à la bande d'or, accompagnée en chef d'un lion de même, armé et lampassé de gueules (qui est Pierrefort) ; aux 2 et 3, fascé d'or et d'azur de six pièces (qui est la Roue) ; sur le tout, d'or, au chêne de sinople (qui est Hérail). | Rouergue |
| Herail de Poinsac              | Hérail de Poinsac D'or, à trois pals de gueules ; au chef d'azur, chargé de trois molettes, alias trois étoiles d'argent., | Rouergue |
| Hilaire de Jovyac              | Hilaire du Mazigon Écartelé : aux 1 et 4, d'azur, au lévrier courant d'argent, surmonté d'une tour de même (qui est de Jovyac) ; aux 2 et 3, de sinople, au cygne d'argent membré d'or (qui est de Toulon).                                                                                        | Vivarais |

### I
| Blason    | Nom de la famille, blasonnement et devise                                                                                          | Origine     |
| --------- | --- | ----------- |
| Irailh    | Irailh alias Irail « Bordel de Brives » D'azur, à trois losanges d'argent, 2 et 1. Alias les losanges surmontés d'un chef d'or.    | Rouergue    |
| d'Iserand | Iserand De gueules, au griffon d'argent ; au chef cousu de gueules., Alias d'azur, au griffon d'argent ; au chef cousu de gueules. | Vivarais    |
|           | Isserpens ou des Serpens D'or au lion d'azur. Alias au lion d'azur armé, lampassé et couronné de gueules.                          | Bourbonnais |

### J
| Blason                | Nom de la famille, blasonnement et devise | Origine   |
| --------------------- | --- | --------- |
|                       | Jerphanion D'azur, au chevron d'or, accompagné en pointe d'un lys d'argent, tigé et feuillé de sinople ; au chef denché d'or, chargé d'un lion léopardé de gueules. | Velay     |
|                       | Jourda de Vaux D'or, à la bande de gueules, chargée de trois croissants d'argent. Alias d'azur à la bande d'or, chargée de deux étoiles du champ.                   | Velay     |
|                       | Jullien de La Varenne D'azur, à la tour d'argent, senestrée d'un lion d'or, armé et lampassé de même ; au chef cousu de gueules, chargé de trois étoiles d'or.      | Vivarais  |
| Jullien de Villeneuve | Jullien de Villeneuve D'azur, au lion d'or, armé et lampassé de gueules.                                                                                            | Bourgogne |

### L
| Blason                    | Nom de la famille, blasonnement et devise | Origine     |
| ------------------------- | --- | ----------- |
| du Lac de Fugeres         | du Lac de Fugères D'azur, à deux têtes et cols de lion, adossés d'or ; au chef de même. | Velay       |
| de Lagrevol               | Lagrevol D'azur, au houx d'argent, terrassé de sinople. Alias un chef d'argent chargé de trois roses de gueules. - Devise : « Qui s'y frotte, s'y pique »                                                       | Forez       |
|                           | Langlade du Cheyla D'argent, à trois taus de gueules. | Gévaudan    |
| de Largier                | Largier D'azur, au chevron d'or, accompagné de deux roses d'argent en chef, et d'un tour crénelée, aussi d'argent, en pointe.                                                                                   | Vivarais    |
| de Laulanhier             | Laulanhier et Le Maigre de Laulanhier De gueules, à trois besants d'or, mis en bande. Alias écartelé ; aux 2 et 3, d'argent, à la fasce de sinople (qui est Le Maigre).                                         | Velay       |
|                           | Laval d'Arlempdes D'azur, au lion d'or, armé et lampassé de gueules. | Languedoc   |
| d'or à une bande de sable | Lavieu-Poncins D'or, à la bande de sable. Alias de gueules, au chef de vair de deux tires. - Cri de guerre : « Vicomtes de Lavieu ! »                                                                           | Forez       |
|                           | de Layat de Montagnat D'azur, au chevron d'or, accompagné de trois étoiles d'argent. | Bourbonnais |
|                           | de Lescure De gueules, au lion rampant d'argent, entouré de sept besants de même en orle. Alias huit besants.                                                                                                   | Gévaudan    |
| Deliques                  | de Licques de Ferraighne d'Espaly D'azur, à trois cadenas d'or, 2 et 1 (qui est Licques), écartelé aux 2 et 3 d'argent, à l'aigle éployée d'azur (qui est Espaly).                                              | Velay       |
| Blason Famille de Loudes  | de Loudes De … au sceptre fleurdelisé de … en pal., | Velay       |
| De Luc                    | de Luc d'Agrain D'or, à la bande de sable, chargée d'un saumon d'argent. | Gévaudan    |
| Luzy-Pélissac             | Luzy de Pélissac D'or, à la fasce échiquetée d'argent et de gueules (qui est Pélissac) ; parti de gueules, au chevron d'argent, accompagné de trois étoiles d'or, deux en chef et une en pointe (qui est Luzy). | Nivernais   |

### M
| Blason                       | Nom de la famille, blasonnement et devise | Origine       |
| ---------------------------- | --- | ------------- |
| Le Maistre                   | Maistre D'azur, à trois soucis d'or, feuillés de même, posés 2 et 1. - Devise : « Aux maîtres les soucis »                                                                                                | Île-de-France |
| de la Marck                  | La Marck D'or, à la fasce échiquetée d'argent et de gueules de trois traits, au lion issant de gueules en chef.                                                                                           | Ardennes      |
| Marcland de Beyssac          | Marcland de Beyssac D'or, au chêne de sinople, terrassé de même. | Écosse        |
|                              | Marret D'argent à trois molettes de sable posées 2 et 1. | Auvergne      |
|                              | Mathias De gueules, à trois dés à jouer d'argent, bordés et marqués de sable. | Velay         |
|                              | Maurin de Châteauneuf D'argent, au pal d'azur, chargé d'une fleur de lys d'argent. Alias d'azur, au dauphin d'or, au chef cousu d'azur, chargé de trois fleurs de lys d'or.                               | Velay         |
|                              | Mayol de Lupé De sinople, à six pommes de pin d'or. - Devise : « Deo et patriæ » | Velay         |
|                              | Mazuyer D'azur, au chevron d'or, accompagné de deux étoiles de même en chef, et d'un croissant d'argent en pointe. Alias à trois épées d'argent en pal et en sautoir, la pointe en haut, la poignée d'or. | Lyonnais      |
|                              | Ménardeau de Champré D'azur, à trois têtes de licorne d'or, 2 et 1. - Devise : « Telis appoinct et acumen »                                                                                               | Bretagne      |
|                              | Mercœur de Mirmande De gueules, à trois fasces de vair. | Auvergne      |
|                              | Meyronne de Refourgon D'or, à l'aigle éployée d'azur. | Gévaudan      |
| de Mezeyrac                  | Mezeyrac D'or, au chevron de sable, accompagné de trois merles de sables, becqués, ailés et membrés d'or ; les deux du chef affrontés.                                                                    | Velay         |
|                              | Mitte de Mons D'argent, au sautoir de gueules ; à la bordure de sable, chargée de huit fleurs de lys d'or.                                                                                                | Velay         |
| de la Molette de Morangies   | Molette de Morangiès D'azur, au cor de chasse d'argent, lié et enguiché de gueules, accompagné de trois molettes d'or, deux en chef et une en pointe. - Devise : « Lou Rey nostre drey »                  | Gévaudan      |
| de Monteils de Monteillet    | Monteils de Monteillet De gueules, à deux chevrons d'argent, accompagnés d'un croissant de même en pointe ; au chef d'or, chargé de deux molettes d'éperon de gueules.                                    | Velay         |
| de Monteils de Plafay        | Monteils de Plafay De gueules, à deux lions affrontés d'or, séparés par un trait de sable partageant l'écu en son milieu.                                                                                 | Velay         |
| Montereymard                 | Montereymard D'argent au croissant d'azur, accompagné de trois troncs d'arbres écotés de gueules. | Velay         |
|                              | Montlaur D'or, au lion de vair, armé, lampassé et couronné de gueules. Alias au lion de vair, couronné d'azur. - Devise : « Montlaur au plus haut »                                                       | Vivarais      |
|                              | Montmorillon D'or, à l'aigle éployée de gueules. | Poitou        |
|                              | Montravel du Mézenc et de L'Hermite de La Faye Écartelé d'or et d'azur. Alias écartelé ; aux 2 et 3, d'or à la fasce de gueules (qui est La Faye-L'Hermite).                                              | Auvergne      |
| échiqueté d'argent et d'azur | Monzie Échiqueté d'argent et d'azur. | Velay         |
| Le More de La Faye           | Le More de La Faye D'argent, à trois têtes de Maure, de sable, et tortillées d'argent. | Velay         |
| Morel de La Colombe          | Morel de La Colombe D'azur, à deux étoiles d'argent et une colombe de même en pointe. Alias la colombe essorante accompagnée de trois étoiles.                                                            | Languedoc     |
|                              | Morgues de Saint-Germain ou Mourgues De gueules, au sautoir d'or ; au chef cousu d'azur, chargé de trois étoiles d'or. - Devise : « Pro Deo et honor »                                                    | Velay         |
|                              | Motier de La Fayette De gueules à la bande d'or, à la bordure de vair. - Devise : « Cur non » | Auvergne      |
| du Pont de Ligonnes          | du Moulin du Pont de Ligonnès De gueules, au heaume d'or, accompagné de trois étoiles d'argent, deux en chef et une en pointe.                                                                            | Velay         |

### N
| Blason                      | Nom de la famille, blasonnement et devise | Origine   |
| --------------------------- | --- | --------- |
|                             | Nerestang D'or, à trois bandes de gueules. Alias la bande du milieu chargée de trois étoiles d'or.                                                         | Auvergne  |
| Nicolai                     | Nicolaÿ ou Nicolaï D'azur, à la levrette courante d'argent, colletée de gueules, bouclée et liserée d'or. - Devise : « Laissez dire »                      | Vivarais  |
| des Noyers des Pres d'Ouzon | du Noyer des Prés d'Ouzon D'azur ; à une tête de lion arrachée d'or ; coupé de gueules, à un vison d'argent.                                               | Languedoc |
| de Noyer des Sauvages       | du Noyer des Sauvages D'azur, à la tour d'argent, chargée d'un lion passant de gueules. Alias à la tour d'argent, au lion de gueules brochant sur le tout. | Vivarais  |

### O
| Blason          | Nom de la famille, blasonnement et devise                                                                                          | Origine  |
| --------------- | --- | -------- |
| Odde du Villard | Odde de La Tour du Villard De gueules, au lion d'or ; parti d'argent, au porc-épic de sable. - Devise : « Fortitudo ac prudentia » | Dauphiné |

### P
| Blason                   | Nom de la famille, blasonnement et devise | Origine   |
| ------------------------ | --- | --------- |
| Pandraud                 | Pandraud De gueules, au chevron d'or, accompagné de trois étoiles d'argent. | Velay     |
| Parand d'Ouides          | Parand d'Ouïdes D'azur, au chevron d'or ; au chef cousu de gueules, chargé de trois fleurs de lys d'or. | Poitou    |
| de Parchas               | Parchas D'argent, à trois cœurs de gueules, 2 et 1. Alias d'azur à une fasce d'or, chargée d'un lion naissant de gueules, brochant sur le chef. | Velay     |
| Pascal de Mons           | Pascal du Pertuis D'azur, à l'agneau pascal d'argent, à la banderole chargée d'une croisette de gueules. | Velay     |
| Pastural de Baux         | Pastural de Baux D'azur, au bélier paissant d'argent. Alias à l'agneau d'argent, surmonté de deux jumelles de gueules et en chef d'une rose d'argent.                                                                                                   | Velay     |
| de Pelissac              | Pélissac D'or, à la fasce échiquetée d'argent et de gueules de trois tires. | Velay     |
| Pelissier de Montredon   | Pélissier de Montredon D'azur, au pélican avec sa piété dans son nid d'or, ensanglanté de gueules ; au chef d'argent, chargé de trois mouchetures d'hermine. - Devise : « Si do et vitam »                                                              | Velay     |
|                          | du Peloux de Saint-Romain D'argent au sautoir engrêlé d'azur. | Vivarais  |
| de Peyre                 | de Peyre D'argent à l'aigle éployée de sable, alias d'azur. | Gévaudan  |
| de Pierre                | de Pierre D'azur, à trois épis d'or, mis en pal et rangés en fasce ; au chef d'argent, chargé de trois étoiles de gueules. | Velay     |
| de Pinhac de la Borie    | Pinhac des Fours D'argent, au pin de sinople, accosté d'un lion de gueules, lampassé et armé d'or. Alias d'argent, au pin de sinople. | Velay     |
| Piquet                   | Piquet D'azur, à la fasce échiquetée d'or et de gueules de trois traits, accompagnée de deux étoiles d'or, une en chef et l'autre en pointe. Alias au chevron d'argent, accompagné en pointe d'une pique de même. - Devise : « Quæ quadrant splendent » | Vivarais  |
| Poitiers-Valentinois     | Poitiers de Valentinois D'azur, à six besants d'argent, 3, 2 et 1 ; au chef d'or. | Dauphiné  |
| Polier                   | Polier de Glavenas D'argent, au coq de sable, becqué, crêté et membré de gueules. - Devise : « Et Phœbi et Martis » | Rouergue  |
| Maison de Polignac       | Polignac Fascé d'argent et de gueules de six pièces. - Devise : « Sacer custos paci » - Cri : « Pamniac ! Pamniac ! » | Velay     |
| de Pollalion de Glavenas | Pollalion de Glavenas D'azur, à trois bandes d'or ; au chef cousu d'azur, chargé de trois étoiles d'or, et soutenu de gueules. | Gévaudan  |
|                          | Pons de La Grange De gueules, à trois fasces d'or. | Auvergne  |
| de Pouzols               | Pouzols D'azur, au lion d'or ; au chef cousu de gueules, chargé d'une fleur de lys d'or, accostée de deux coquilles d'argent. Alias d'argent, au lion de gueules.                                                                                       | Velay     |
| Pradier d'Agrain         | Pradier d'Agrain D'azur, à trois lions d'argent, couronnés d'or, armés et lampassés de gueules, 2 et 1. | Velay     |
|                          | Pujol de Beaufort D'argent, au lion de sable, armé, lampassé et couronné de gueules. Alias d'argent, au chevron de gueules, accompagné en pointe d'un lion de sable ; au chef de gueules.                                                               | Languedoc |

### R
| Blason                              | Nom de la famille, blasonnement et devise | Origine          |
| ----------------------------------- | --- | ---------------- |
| du Ranc de Serres                   | du Ranc de Serres D'argent, au bélier de sable, passant sur une terrasse d'azur. | Vivarais         |
|                                     | Ravel de Montagny D'azur, au dextrochère d'or ; alias : au senestrochère d'or, tenant trois épis de même ; au chef cousu de gueules, chargé d'un soleil d'or. | Velay            |
|                                     | Raymond ou Reymond D'argent, à la croix de gueules, chargée de cinq coquilles d'argent (qui est Raymond-Modène). Alias écartelé : aux 1 et 4, de sable au lion couronné d'argent, à la bordure dentelée aussi d'argent (qui est Mourmoiron), aux 2 et 3 d'or à la croix de Toulouse d'azur (qui est Venesque) ; sur le tout de Raymond. - Devise : « Sauciat et defendit » | Comtat Venaissin |
|                                     | Reboul de Veyrac D'azur, au chevron d'or, accompagné en pointe d'une écrevisse d'argent. - Devise : « Retrocede nescio » | Velay            |
|                                     | Retourtour D'or, à trois redortes de sable, passées chacune quatre fois en sautoir, et rangées en fasce. | Vivarais         |
|                                     | Retz de Bressolles Écartelé : aux 1 et 4, d'azur, au chevron d'or, accompagné en chef de deux étoiles de même, et en pointe, d'une épée en pal, d'argent, la garde en haut (qui est de Retz) ; aux 2 et 3, d'azur, à la fasce haussée d'argent (qui est de Bressolles). | Écosse           |
|                                     | Riollet de Morteuil De gueules au chevron d'or accompagné de trois étoiles de même. - Devise : « Plus de sang que d'or » - Cri : « À moi Riollet, c'est pour le duc ! » | Poitou           |
|                                     | Robert de Lignerac D'argent, à trois pals de gueules. Alias trois pals d'azur. - Devise : « Dum spiro spero » | Quercy           |
| La Roche-en-Regnier                 | Roche-en-Régnier Parti : au 1, d'argent ; au 2, de sable, au chevron de l'un en l'autre, accompagné en pointe, d'un rocher à trois coupeaux de sinople. Alias d'azur, à trois rocs d'échiquier d'or, 2 et 1. | Velay            |
|                                     | Rochebaron-Usson De gueules, au chef échiqueté d'argent et d'azur de deux tires., - Cri de guerre : « Rochebaron ! » | Velay            |
|                                     | de Rochefort d'Ally De gueules à la bande ondoyée d'argent, accompagnée de six merlettes de même, rangées en orle, trois de chaque côté. - Devise : « Per ardus virtus » – autre : « Bien fondé Rochefort » | Velay            |
| de La Rochelambert                  | de La Rochelambert D'argent, au chevron d'azur, au chef de gueules. - Devise : « Ni crainte, ni envie » – alias : « Amour ou guerre » | Velay            |
|                                     | La Rochenégly D'argent, à une aigle de sable, posée sur un rocher du même. Alias à une corneille, perchée sur un tertre. | Velay            |
| Rochette de Lempdes                 | Rochette de Lempdes et Malauzat D'azur, à trois rochers d'or, 2 et 1 ; au chef de même. Alias d'azur à trois rochers d'or. | Velay            |
| d'azur à une fasce et trois étoiles | Rochette de Rochegonde D'azur, à la fasce d'or, accompagnée de trois étoiles d'argent, deux en chef et une en pointe. - Devise : « Pro Deo et honore » | Dauphiné         |
|                                     | Rochier de Conches De gueules, à trois rocs d'échiquier d'or, 2 et 1. | Velay            |
| de la Roque de Severac              | La Rocque de Séverac D'azur, à deux lévriers cornus, rampants, affrontés, colletés d'argent ; au chef de même, chargé de deux rocs de sable. - Devise : « Vero Deo et honori » – cri de guerre : « Quas cornus ! » | Carladès         |
| La Rodde de Seneujols               | La Rodde de Séneujols D'azur, à la roue d'or ; au chef d'argent, chargé de trois chevrons de gueules, mis en fasce. - Devise : « Audaces fortuna juvat » | Gévaudan         |
| La Rodde de Saint-Haon              | La Rodde de Saint-Haon Écartelé : aux 1 et 4, d'azur, à la roue d'or ; au chef d'argent, chargé de trois chevrons de gueules, mis en fasce (qui est La Rodde) ; aux 2 et 3, de gueules, à la bande d'or (qui est Saint-Haon). | Velay            |
| Rogier-Beaufort-Turenne             | Roger de Beaufort-Turenne Écartelé : aux 1 et 4 d'argent, à la bande d'azur, accompagnée de six roses de gueules, mises en orle (qui est Roger-Beaufort) ; aux 2 et 3, coticé d'or et de gueules de dix pièces (qui est Turenne). | Limousin         |
| Rogier de Borne                     | Rogier de Borne D'argent, au rosier au naturel, tigé de sinople et fleuri de trois roses de gueules ; à la bordure de même. | Velay            |
| de Romanet de Lestrange             | Romanet de Lestrange D'argent, à trois casques de gueules, tarés de profil. - Devise : « Vis virtutem favet » | Vivarais         |
| de la Roue                          | La Roue Fascé d'or et d'azur, de six pièces. Alias de gueules, à la roue à huit rais, au cerf couronné et à deux lions rampants. | Auvergne         |
| Royraud du Villard                  | Royraud du Villard D'azur, à la croix d'argent, chargée de cinq coquilles de gueules. Alias à la croix alésée d'argent, chargée de cinq coquilles de même. | Velay            |
|                                     | Ruolz de Montchal D'azur, à trois fusées d'or en fasce, qui est de Ruolz. , Alias écartelé ; aux 2 et 3 de gueules au chef d'or chargé de trois molettes d'azur, qui est de Montchal. - Devise : « Toujours prêt » | Lyonnais         |

### S
| Blason                 | Nom de la famille, blasonnement et devise | Origine    |
| ---------------------- | --- | ---------- |
|                        | Saignard de Sasselange et de La Fressange D'azur, au sautoir d'or. Alias écartelé ; aux 2 et 3, d'azur à l'aigle essorante d'argent. | Velay      |
| de Saint-Pol           | De Saint Pol ou de Saint Paul D'azur, à trois pals d'argent, au franc-canton de sable, chargé d'une croix byzantine d'argent. Alias d'argent à trois pals de gueules, au franc-canton d'argent chargé d'une croix pattée de sable., | Forez      |
| de Semur               | De Semur D'argent, à trois bandes de gueules. | Beaujolais |
| de Senhovert           | De Senhovert De gueules à deux chevrons d'or. | Vivarais   |
| de Serres de Chapteuil | Serres de Chapteuil D'azur, au chevron d'or, accompagné de trois molettes de même. | Auvergne   |
| de Serres de Mesples   | Serres de Mesples D'argent, au chevron d'azur, chargé de trois étoiles d'or, 1 et 2 ; et accompagné de trois trèfles de sinople, 2 et 1. | Velay      |
| Solas de La Motte      | Solas de La Motte Parti, d'or et de gueules ; à la bande d'azur, brochant. | Velay      |
|                        | Solignac D'argent, au chef de gueules. | Velay      |
| Solmes des Olmes       | Solmes des Olmes D'azur, au chevron d'or, accompagné de trois croissants de même, deux en chef et un en pointe. | Velay      |
| de Soubeyran de Serres | Soubeyran de Serres D'azur, au buste féminin d'or, couronné à l'antique et chevelé d'or, accosté de deux croissants de même en chef ; écartelé d'argent, à trois tours de gueules posées 2 et 1, au chef de gueules, chargé de trois macles d'argent. Alias au buste féminin d'or couronné et chevelé de même accosté de deux croissants de même en chef ; coupé de gueules, au taureau passant d'argent, accompagné de trois gerbes d'or. | Vivarais   |
|                        | Spert de Volhac D'azur, au lion d'or. | Velay      |
| Suat de Chavaniac      | Suat de Chavagnac D'argent, à l'aigle éployée de sable, becquée et membrée de gueules., Alias écartelé ; aux 2 et 3 d'azur au croissant versé en abîme, accompagné de huit étoiles d'argent en orle. | Auvergne   |
| Surrel de Saint-Julien | Surrel de Saint-Julien D'azur, à un ibis d'argent, soutenu d'un croissant de même ; au chef cousu de gueules, chargé de trois étoiles d'argent. | Velay      |

### T
| Blason                    | Nom de la famille, blasonnement et devise | Origine  |
| ------------------------- | --- | -------- |
|                           | de Talaru Parti d'or et d'azur, à la cotice de gueules brochant sur le tout. | Lyonnais |
|                           | Tardy de Montravel Écartelé : aux 1 et 4, contre-écartelé d'or et d'azur (qui est de Montravel) ; aux 2 et 3, d'argent à trois cyprès arrachés et rangés en pal, de sinople, au chef de gueules, chargé de trois besants d'or (qui est de Tardy).                                                                                        | Auvergne |
|                           | Thélis De gueules, à trois fasces d'or. Alias d'or, à trois fasces de gueules. | Forez    |
| de Thiers de Lignac       | Thiers de Lignac De gueules, à la bande d'or, chargée de trois coquilles de sable. Alias à la bande de sable, chargée de trois coquilles d'or ; à la bordure de sable. | Auvergne |
|                           | La Tour d'Auvergne D'azur, semé de fleurs de lys d'or, à la tour d'argent. - Devise : « Deus et mea turris » | Auvergne |
|                           | La Tour de Bains et de Choisinet D'azur, à la tour d'argent. Alias d'azur au levrier courant d'argent, au chef cousu de gueules chargé d'un croissant d'argent (Choisinet), écartelé d'or à trois fasces de sable (Hautefort) ; sur le tout La Tour-Saint-Vidal.                                                                         | Velay    |
|                           | La Tour-Saint-Vidal D'or, à la tour de gueules, crénelée, maçonnée et ajourée de sable. | Velay    |
|                           | de Tournon Parti : d'azur, semé de fleurs de lys d'or ; au 2, de gueules, au lion d'or. Alias écartelé ; aux 2 et 3, d'azur à la bande componée d'argent et de sable, à la bordure componée d'argent et d'azur (qui est de Meyres). Alias de gueules, à la bande d'hermine. - Devise : « Potentia et virtute » – cri : « Au plus dru ! » | Vivarais |
| de Tourzel d'Allegre      | de Tourzel d'Alègre ou Allègre De gueules, à la tour crénelée d'argent, (ajourée) maçonnée de sable, accompagnée de six fleurs de lys d'or, trois de chaque côté, posées en pal. - Devise : « Tam in adversis, quam prosperis alacer » - Cri : « Allègre ! Allègre ! »                                                                   | Auvergne |
|                           | de Trémolet de Lacheysserie D'azur, à trois trèfles d'or ; au chef cousu de gueules, chargé de trois étoiles d'argent. | Vivarais |
|                           | Troupel du Mazel Écartelé : aux 1 et 4, de sable, au lion d'or, armé et lampassé de gueules ; à la bordure dentelée d'argent ; aux 2 et 3, d'azur, au cor de chasse d'argent, lié d'or, accompagné de trois molettes de même, deux en chef, et une en pointe.                                                                            | Vivarais |
| de Truchet de Senesclauze | Truchet de Senesclauze Cinq points de gueules, équipollés à quatre d'argent. | Vivarais |

### U
| Blason | Nom de la famille, blasonnement et devise                           | Origine   |
| ------ | ------------------------------------------------------------------- | --------- |
|        | Urgel de Saint-Priest Cinq points d'or, équipollés à quatre d'azur. | Catalogne |

### V
| Blason                    | Nom de la famille, blasonnement et devise | Origine  |
| ------------------------- | --- | -------- |
| Vachon                    | Vachon d'Agier De sable, à la vache d'or. Alias à la fasce d'or. | Velay    |
| La Vaissiere de Cantoinet | La Vaissière de Cantoinet D'azur au coudrier d'or, à une bande de gueules brochante sur le tout. | Rouergue |
|                           | Vedel D'azur, à deux aigles essorantes et affrontées d'argent, surmontées en chef, d'une roue d'horloge d'or.                                                                                             | Velay    |
|                           | Ventadour Échiqueté d'or et de gueules. | Limousin |
|                           | Veron de La Borie D'azur, à trois pals d'argent. | Velay    |
| Veron de Saint-Julien     | Veron de Saint-Julien De gueules, à un cerf ailé, cabré, d'or. | Velay    |
| de Veyrac de La Valette   | Veyrac de La Valette D'azur à un chevron d'or accompagné en pointe d'un lion du même, au chef cousu de gueules, chargé de trois étoiles d'or. Alias de gueules à trois pals d'or.,                        | Velay    |
|                           | Vèze ou Devèze De gueules au sautoir d'argent, au chef d'or chargé de trois étoiles de gueules. Alias le chef chargé de trois pensées de gueules.                                                         | Velay    |
|                           | Villaret D'or, à trois monts de gueules, surmontés chacun d'une corneille de sable. | Gévaudan |
|                           | La Villate de Jonchères et de Pradelles D'or, à la bande de sable, chargée de trois étoiles d'argent. | Velay    |
| Vinols                    | Vinols de La Chomette D'or, à un cep de vigne de sinople, fruité de gueules ; au chef de même, chargé de trois coquilles du champ. Alias d'or, à un cep de vigne d'azur posé sur une terrasse de sinople. | Lyonnais |
|                           | Vissac de La Brosse De gueules, à trois pals d'hermine. - Devise : « Vissat contra fatum » - Cri : « Vissac ! » alias : « Arlanc ! »                                                                      | Auvergne |
| Blason Vogue              | Vogué de Soubrey D'azur, au coq d'or, becqué, barbé et crêté de gueules. - Devise : « Sola vel voce leones terreo »                                                                                       | Vivarais |

- Haut – A
- B
- C
- D
- E
- F
- G
- H
- I
- J
- K
- L
- M
- N
- O
- P
- Q
- R
- S
- T
- U
- V
- W
- X
- Y
- Z